# Гулам Мухаммад Гузе-хан
Гулам Мухаммад Гузе-хан (урду غلام محمد غوث خان‎‎; нар. 1824 — 7 жовтня 1855) — останній наваб Аркоту у 1825—1855 роках.

## Життєпис
Походив з Другої династії Аркот (відома як династія Анварійя або також династія Равтхер). Син наваба Азам Джаха. Народився1824 року. У листопаді 1825 року після раптової смерті батька. Через малий вік регентом став його стрийко Азім Джах, який керував до 1842 року.
1842 року затверджений в самостійному управлінні Джоном Елфінстоуном, губернатором Мадрасу. Під час свого правління Гхаус Хан заснував Мухаммаданську публічну бібліотеку в Мадрасі та чоултрі (караван-сарай для прочан) «Лангар Хана».
Помер 1855 року. Незважаючи на те, що мав стрийків та інших родичів Британська Ост-Індська компанія конфіскувало навабство згідно доктрини виморочних володінь. Колишній регент Азім Джах довго намагався отримати титул навабаба, лише у 1867 року отримав титул аміра (князя) Аркоту. Його нащадки зберігають цей титул до тепер.